# Erica sacciflora
Erica sacciflora är en ljungväxtart som beskrevs av Richard Anthony Salisbury. Erica sacciflora ingår i släktet klockljungssläktet, och familjen ljungväxter. Inga underarter finns listade i Catalogue of Life.